# Wolfgang Junginger
Wolfgang Junginger (ur. 27 października 1951 w Stuttgarcie, zm. 17 lutego 1982 w Osterwald) – niemiecki narciarz alpejski reprezentujący RFN, brązowy medalista mistrzostw świata.

## Kariera
W zawodach Pucharu Świata zadebiutował 19 grudnia 1971 roku w Sestriere, zajmując 36. miejsce w slalomie. Pierwsze punkty zdobył 8 marca 1973 roku w Anchorage, gdzie był szósty w gigancie. Nigdy nie stanął na podium zawodów tego cyklu. W sezonach 1974/1975 i 1975/1976 zajmował 35. miejsce w klasyfikacji generalnej.
Wystartował na mistrzostwach świata w Sankt Moritz w 1974 roku, zdobywając srebrny medal w kombinacji. W zawodach tych wyprzedzili go jedynie Austriak Franz Klammer oraz Polak Andrzej Bachleda-Curuś. Był to jego jedyny medal wywalczony na międzynarodowej imprezie tej rangi. Na tej samej imprezie zajął też 7. miejsce w slalomie, 12. w gigancie i 38. w zjeździe. Na rozgrywanych dwa lata później igrzyskach olimpijskich w Innsbrucku zajmował 6. miejsce w slalomie, 19. w gigancie i 29. w zjeździe. W rozgrywanej tam tylko w ramach mistrzostw świata kombinacji zajął czwartą pozycję, przegrywając walkę o podium z Gregiem Jonesem z USA.
Zginął 17 lutego 1982 r. w katastrofie lotniczej.

## Osiągnięcia

### Igrzyska olimpijskie
| Miejsce | Dzień     | Rok  | Miejscowość | Konkurencja | Czas    | Strata | Zwycięzca     |
| ------- | --------- | ---- | ----------- | ----------- | ------- | ------ | ------------- |
| 29.     | 5 lutego  | 1976 | Innsbruck   | Zjazd       | 1:45,73 | +4,75  | Franz Klammer |
| 19.     | 10 lutego | 1976 | Innsbruck   | Gigant      | 3:26,97 | +9,05  | Heini Hemmi   |
| 6.      | 14 lutego | 1976 | Innsbruck   | Slalom      | 2:03,29 | +3,79  | Piero Gros    |

### Mistrzostwa świata
| Miejsce | Dzień     | Rok  | Miejscowość  | Konkurencja | Czas biegu | Strata     | Zwycięzca      |
| ------- | --------- | ---- | ------------ | ----------- | ---------- | ---------- | -------------- |
| 12.     | 5 lutego  | 1974 | Sankt Moritz | Gigant      | 3:07,92    | +6,87      | Gustav Thöni   |
| 38.     | 9 lutego  | 1974 | Sankt Moritz | Zjazd       | 1:56,98    | +7,81      | David Zwilling |
| 7.      | 10 lutego | 1974 | Sankt Moritz | Slalom      | 1:49,98    | +5,74      | Gustav Thöni   |
| 3.      | 10 lutego | 1974 | Sankt Moritz | Kombinacja  | 67,88 pkt  | +21,13 pkt | Franz Klammer  |
| 29.     | 5 lutego  | 1976 | Innsbruck    | Zjazd       | 1:45,73    | +4,75      | Franz Klammer  |
| 19.     | 10 lutego | 1976 | Innsbruck    | Gigant      | 3:26,97    | +9,05      | Heini Hemmi    |
| 6.      | 14 lutego | 1976 | Innsbruck    | Slalom      | 2:03,29    | +3,79      | Piero Gros     |
| 4.      | 14 lutego | 1976 | Innsbruck    | Kombinacja  | 24,62 pkt  | +46,01 pkt | Gustav Thöni   |

### Puchar Świata

#### Miejsca w klasyfikacji generalnej
- sezon 1972/1973: 43.
- sezon 1973/1974: 40.
- sezon 1974/1975: 35.
- sezon 1975/1976: 35.

#### Miejsca na podium
Junginger nigdy nie stanął na podium zawodów PŚ.